# Човекът в сянка
„Човекът в сянка“ е български игрален филм (криминален, драма) от 1967 година на режисьора Яким Якимов, по сценарий на Павел Вежинов и Кирил Войнов. Оператор е Георги Георгиев. Музиката във филма е композирана от Александър Бръзицов, Кирил Цибулка.

## Актьорски състав
| В ролите:                                            | Изпълнител                           |
| ---------------------------------------------------- | ------------------------------------ |
| Донев, началник на секретената служба                | Станю Михайлов                       |
| Генчев, директор на Балкан-експорт                   | з.а Иван Кондов                      |
| Моника                                               | Елена Райнова                        |
| Измирски, директор на Универ                         | Преслав Петров                       |
| Ашкенази, израелски предприемач                      | Стефан Сърбов                        |
| Несторов, следовател от секретената служба           | Емил Греков                          |
| Каменов, подполковник, началник на техническия отдел | Михаил Михайлов (като Мих. Михайлов) |
| генералът                                            | Яким Михов                           |
| Кендеров                                             | Любен Милков                         |
| Петер Хаймер / Вернер Шулц                           | Антон Горчев                         |
| офицера, претърсващ кораба „Хемус“                   | Милен Пенев                          |
| Масларов, капитан II ранг на кораба „Хемус“          | Георги Стоянов като (Г. Стоянов)     |
| Даскалов, служител на Генчев                         | Петър Пенков като (П. Пенков)        |
| Дел Бианка                                           | П. Херден                            |
| слугата                                              | Т. Хардтлов                          |
| В епизодите:                                         |                                      |
| К. Райнов                                            |                                      |
| С. Димов                                             |                                      |
| Д. Свещаров                                          |                                      |
| Димитър Манчев (като Д. Манчев)                      |                                      |
| П. Мушмов                                            |                                      |
| К. Македонски                                        |                                      |
| К. Андреев                                           |                                      |
| Росица Данаилова като (Р. Данаилова)                 | Стоева, секретарката на Каменов      |
| М. Рачева                                            |                                      |

и др.